# Siegfried Schmiedt
Siegfried Schmiedt (* um 1756 in Suhl; † 1799 ebenda) war ein deutscher Komponist und Musikredakteur.
Schmiedt stammte aus der kursächsischen Amtsstadt Suhl. 1786 wurde Siegfried Schmiedt Korrektor bei der Firma Breitkopf & Härtel in der Messestadt Leipzig. Dort fertigte er vor allem Auszüge aus mehreren Singspielen für Klavier an, darunter von Wolfgang Amadeus Mozart, Karl Ditters von Dittersdorf und August Friedrich Ernst Langbein. Schmiedt gab auch einige seiner eigenen Werke in Druck heraus.
1796 machte er sich in Leipzig selbständig, doch ging sein kleiner Verlag aufgrund der übergroßen Konkurrenz bereits nach zwei Jahren pleite. Er kehrte daraufhin nach Suhl zurück, wo er im Alter von Anfang vierzig als gebrochener Mann starb.

## Werke
- C. F. Schlenkert: Die Feier des achtzehnten Jahrhunderts. Ein historisch-allegorisches Melodram, komponiert von Siegfried Schmiedt (Digitalisat)